# کخ ۱۰۸۴۷
سیارک ۱۰۸۴۷ (به انگلیسی: 10847 Koch، نامگذاری:1995AV4) ده هزار و هشتصد و چهل و هفتمین سیارک کشف شده‌است که در ۵ ژانویه ۱۹۹۵ کشف شد.
قدر مطلق سیارک برابر ۱۲٫۸۰ است.